# 恩里科·贝雷
恩里科·贝雷（義大利語：Enrico Berrè，1992年11月10日—），意大利男子击剑运动员。他曾代表意大利参加2020年夏季奥林匹克运动会击剑比赛，结果获得男子团体佩剑银牌。